# Acalypha koraensis
Acalypha koraensis é uma espécie de flor do gênero Acalypha, pertencente à família Euphorbiaceae.